# Juan Antonio Gutierrez de la Concha
Juan Antonio Gutiérrez de la Concha (1760  - 1810) est un militaire espagnol, gouverneur de la Province de Córdoba del Tucumán.
Il est le père des influents Manuel Gutiérrez de la Concha et José Gutiérrez de la Concha.

## Biographie

### Débuts
Né le 3 octobre 1760 à Esles, Juan Antonio Gutiérrez de la Concha se forme à l'académie de marine de Cadix, où il se spécialise dans la cartographie et l'astronomie. Il arrive à Buenos Aires peu avant 1790, puis participe à l'expédition menée par Alessandro Malaspina sur les côtes de la Patagonie en 1795, et y nomme plusieurs lieux découverts, comme la Péninsule Valdés.
Il est ensuite affecté station navale de Carmen de Patagones et plus tard à celle de Montevideo, puis nommé gouverneur de la Province de Córdoba del Tucumán en décembre 1805, poste dont il prend la tête en juin 1806. Cette même année, le gouverneur de Montevideo, Pascual Ruiz Huidobro, l'envoie en campagne contre les anglais, en tant que capitaine de navire et commandant du Batallion d'Arribeños (es), aux côtés du vice-roi argentin, Jacques de Liniers.

### Gouverneur de Cordoba
Ce même vice-roi le renvoie à son poste de gouverneur en septembre 1807. Durant sa fonction, il négocie avec Gregorio Funes, organise des milices sous le commandement de José Javier Díaz (es), améliore les routes vers La Rioja et développe l'industrie minière de l'argent à Famatina. Il soutient aussi le nouveau vice-roi, Baltasar Hidalgo de Cisneros.
En 1810, lorsque la révolution de Mai a lieu à Buenos Aires, il décide de rester fidèle au vice-roi et non pas à la Première Junte, mais se retrouve bien vite isolé. Il est capturé en août par Francisco Ortiz de Ocampo, en même temps que l'évêque Rodrigo de Orellana (es) et que divers autres notables royaux. Ocampo et son délégué politique Hipólito Vieytes refusent de les abattre, et le gouvernement envoie alors Juan José Castelli pour cette tâche.
Juan Antonio Gutiérrez de la Concha est ainsi fusillé le 26 août 1810 dans laa province de Córdoba, en même temps que l'ancien vice-roi Liniers. Ses restes reposent au Panthéon des marins illustres à San Fernando.
Il a eu quatre enfants avec la créole argentine Petra Irigoyen de la Quintana.

## Traduction
- (es) Cet article est partiellement ou en totalité issu de l’article de Wikipédia en espagnol intitulé « Juan Antonio Gutiérrez de la Concha » (voir la liste des auteurs).